# Nagyboldogasszony-templom (Máriakéménd)
A máriakéméndi Nagyboldogasszony-templom egy római katolikus templom és búcsújáróhely a Pécsi Egyházmegyében. A község belterületétől jó fél kilométerrel elkülönülve, attól északra létesült, a mai 5608-as út közvetlen közelében.

## Történet

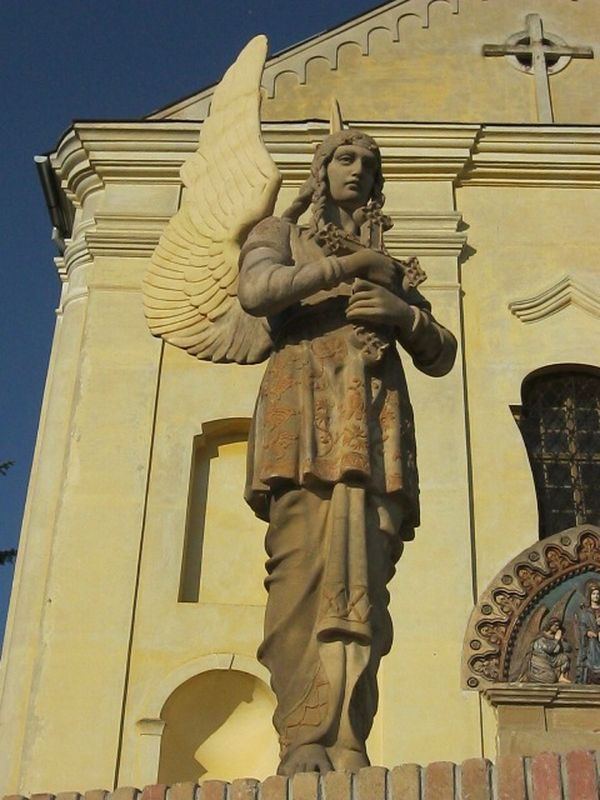
Szobor a kegytemplom bejárata előtt balra (restaurált).

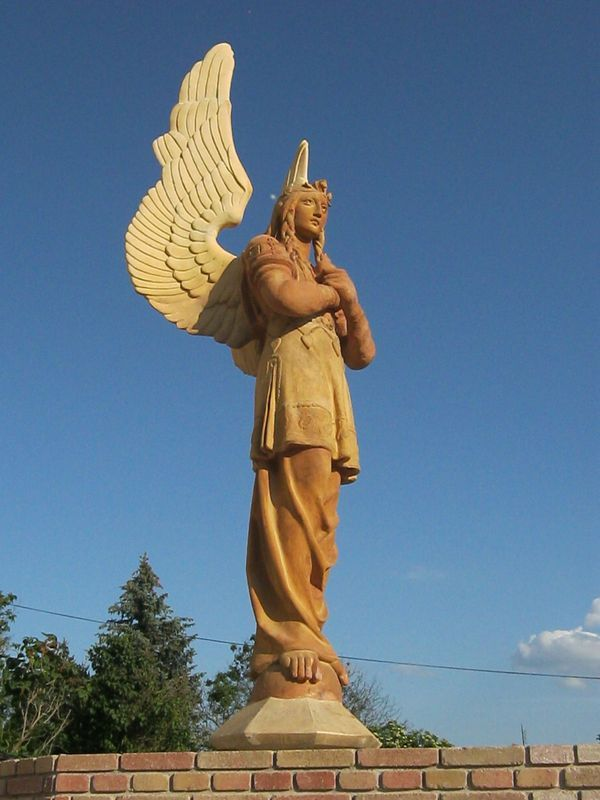
Szobor a kegytemplom bejárata előtt jobbra (restaurált).

A község sváb lakói 1725-ben költöztek Fuldából Kéméndre, amely a pécsváradi bencés apátság birtoka volt akkor. A telepesek érkezésekor csak a középkori Szent Miklós-templom romjai látszottak a régi falu helyén. A környéken már laktak horvátok, akik a kátolyi plébániához tartoztak. A németek Szent Márton tiszteletére építették meg első, még fa kápolnájukat, amelyet a versendi plébánia látott el. Kéménd 1744-ben lett önálló plébánia.
A búcsújáró hely kialakulása egy csodás jelenéshez kötődik. 1740. áprilisában a Szent Miklós-templom romjai között néhány helybeli kislány füvet gyűjtött, amikor egy mélyedésben a kis Jézust karján tartó Szűzanya fényben tündöklő szobrát pillantották meg. A szobrot nem tudták kiemelni a földből, eltűnt. Hiába ásatta fel a falu bírája Plumenthaller Ferenc. A jelenés hírére hamarosan közelről és távolról jöttek zarándokok. Ezért a falu bírója a búcsúsok követelésére a romos Szent Miklós-templom szentélyét szalmával befedette, hogy ott misézni lehessen. A plébánia 1753-ban alakult Elz Hugó érsek alapította, és az első plébános Nagyszombatból érkezvén kezdte meg szolgálatát 1776-ig Lypusy György. Kéménd ekkor még az esztergomi érsekséghez tartozott (ún. exempt terület volt), ezért 1754-ben az ügyet kivizsgáló püspöki visitator, gróf Esterházy Károly is Esztergomból jött. Más források szerint Eszterházy Károly odaküldte Csáky Miklóst, aki előtt megesküdtek a látnokok, hogy igazat beszélnek. Erre az időre fejeződött be a nagyobb templom építése. Az egy évtizeddel korábbi Mária-kápolna - a középkori romokon - az új templom szentélye lett. A kéméndiek 1754-ben rózsafüzér-társulatot alakítottak, s kiadtak egy német nyelvű ének- és imakönyvet. Ennek címlapján a híres budai rézmetsző, Binder János értékes metszete látható a kegyhely és a kegyszobor korabeli képével.
Máriakéménd első kegyképét egy pécsi asszony festette 1746-ban, mert lánya szembajából Mária közbenjárására meggyógyult. Ennek helyébe 1758-ban egy újabb Mária-képet készíttettek, amely a filiális templomok patrociniumait is ábrázolta: Szent Józsefet (Márza), Szent Miklóst (Liptód), Szent Mártont (Kéménd) és Szent Lőrincet (Szederkény). Ezt 1765-ben felcserélték a mai Mária-szoborral. A képre csupán kerete emlékeztet. A régi metszetek tanúsága szerint a Mária-szobor jobb kezében hármas rózsaszál volt, míg ma ott egy jogar található.
Az 1770-es években kripta került a templom alá. A Kálvária a múlt század közepén épült, s ekkor állították fel Szent Anna- és Nepomuki Szent János-mellékoltárait is a templomban. Búcsúkiváltságait XIV. Kelemen pápától 1773-ban kapta Nagyboldogasszony napjára és más Mária-ünnepekre. Az egyházközséget 1776-ban a Pécsi Egyházmegyéhez csatolták. A templom első lelkészei ferences atyák voltak, majd egyházmegyés papok után 1914 és 1926 között az Isteni Ige Társasága telepedett le itt.
A mai barokk templom szentélye a XV. századból származik. Egyedülálló és figyelemre méltóan szép a főoltár építménye, amelynek két oldalán rokokó keretekben hét-hét rózsafüzér-titok fára festett képe látható. A dicsőséges olvasó 15. titkát a kegyszobor jeleníti meg: „Ki Téged Szent Szűz a mennyben megkoronázott". Ezért tartotta a jobb kezében Mária az örvendetes, fájdalmas és dicsőséges olvasót jelentő hármas rózsát.
A templom déli oldalánál Antiokheiai Szent Margitnak, a szülőanyák védelmezőjének szobra áll, amint a sárkányt legyőzi. A templom bejárata előtt Szent Bálint-szobor. A keresztút stációinak oszlopai a templomkertben állnak.

## Hitélet
1755. évben 16578, 1758-ban 19851 és 1765-ben 16353 áldozó volt.

## Himnusz
Sok búcsújáróhelyhez hasonlóan, a máriakéméndi Nagyboldogasszony kegytemplomnak is megvan a saját himnusza:
Tehozzád jöttünk el, édes Szűzanyánk!
Ki Fiad kegyelmét hullatod le ránk.
Ó, Mária, kéméndi Szűzanya,
Legyen gondod hű magyarjaidra.
Elhoztuk Tehozzád megtört szívünket,
Könyörgünk, enyhítsd sok szenvedésünket.
Ó, Mária, kéméndi Szűzanya,
Legyen gondod hű magyarjaidra.
Sokszor azt gondoljuk nem bírjuk tovább.
De Te szeretettel hajolsz le hozzánk.
Ó, Mária, kéméndi Szűzanya,
Legyen gondod hű magyarjaidra.
Kegyesen fölemelsz, jó Anyánk, minket.
Új erővel töltöd megtört lelkünket.
Ó, Mária, kéméndi Szűzanya,
Legyen gondod hű magyarjaidra.
Segítségeddel új életet kezdünk,
A Te utadról soha le nem térünk.
Ó, Mária, kéméndi Szűzanya,
Legyen gondod hű magyarjaidra.
Ezután csak benned élünk és halunk,
Szeretettel, jó Anyánk, tieid vagyunk.
Ó, Mária, kéméndi Szűzanya,
Legyen gondod hű magyarjaidra.
Ha majd búcsút intünk bús életünknek,
Vedd szent oltalmadba megtört szívünket.
Ó, Mária, kéméndi Szűzanya,
Legyen gondod hű magyarjaidra.

## Búcsú
Máriakéménden a nagyobb Mária-ünnepeket búcsúkkal ünneplik. Fő búcsúi: Nagyboldogasszonykor (augusztus 15.) és Kisasszony-napkor (szeptember 8.) vannak. Fontosabb búcsúk még: Gyertyaszentelő Boldogasszony (február 2.), Gyümölcsoltó Boldogasszony (március 25.), Sarlós Boldogasszony (július 2.), Mária nevenapja (szeptember 12.) és Fájdalmas Anya ünnepe (szeptember 15.).

## Galéria

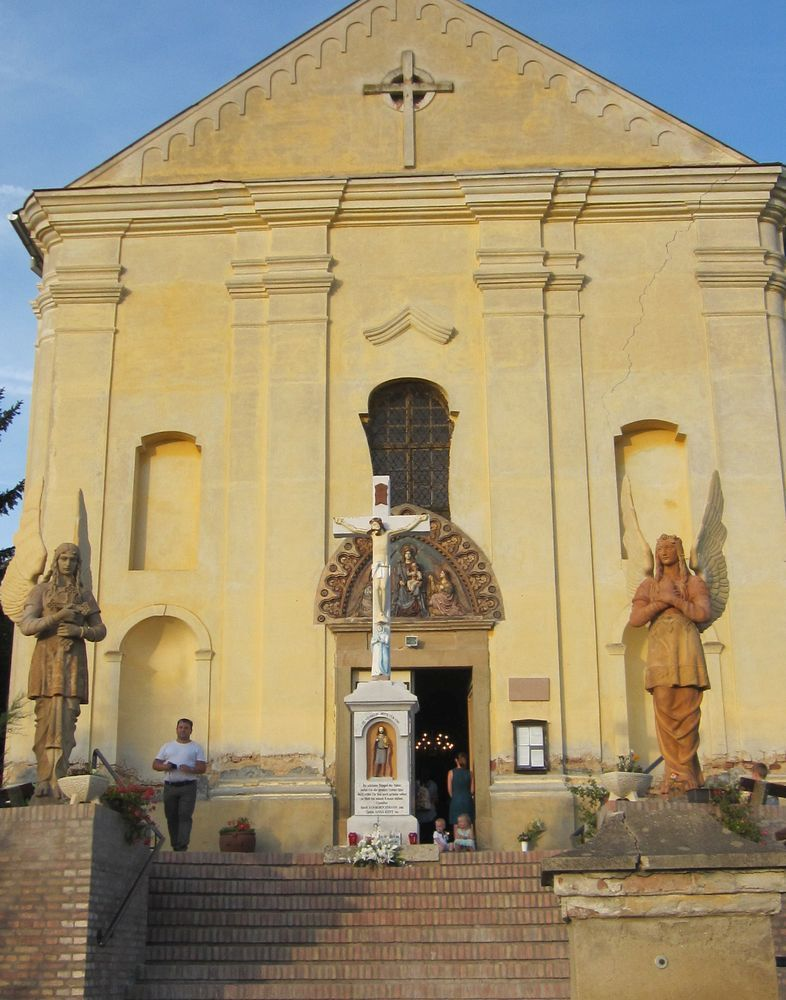
A kegytemplom bejárata
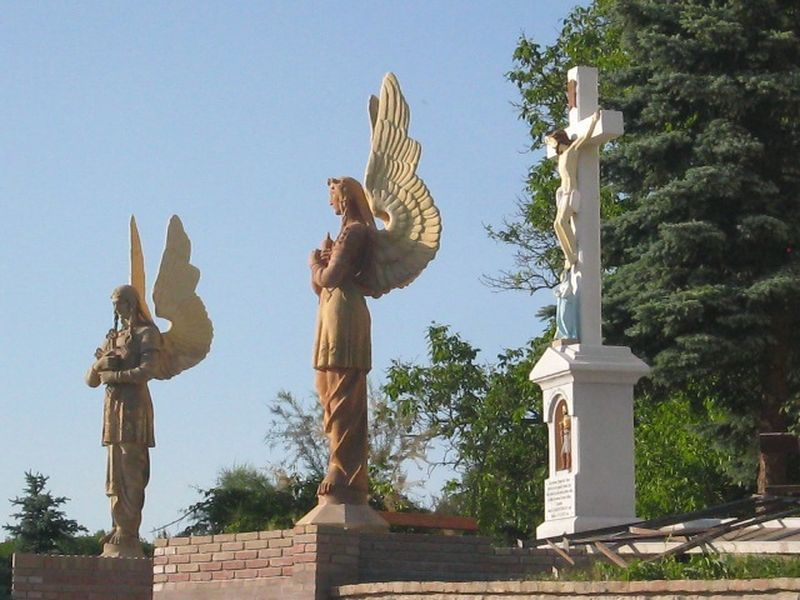
Felújított angyalszobrok
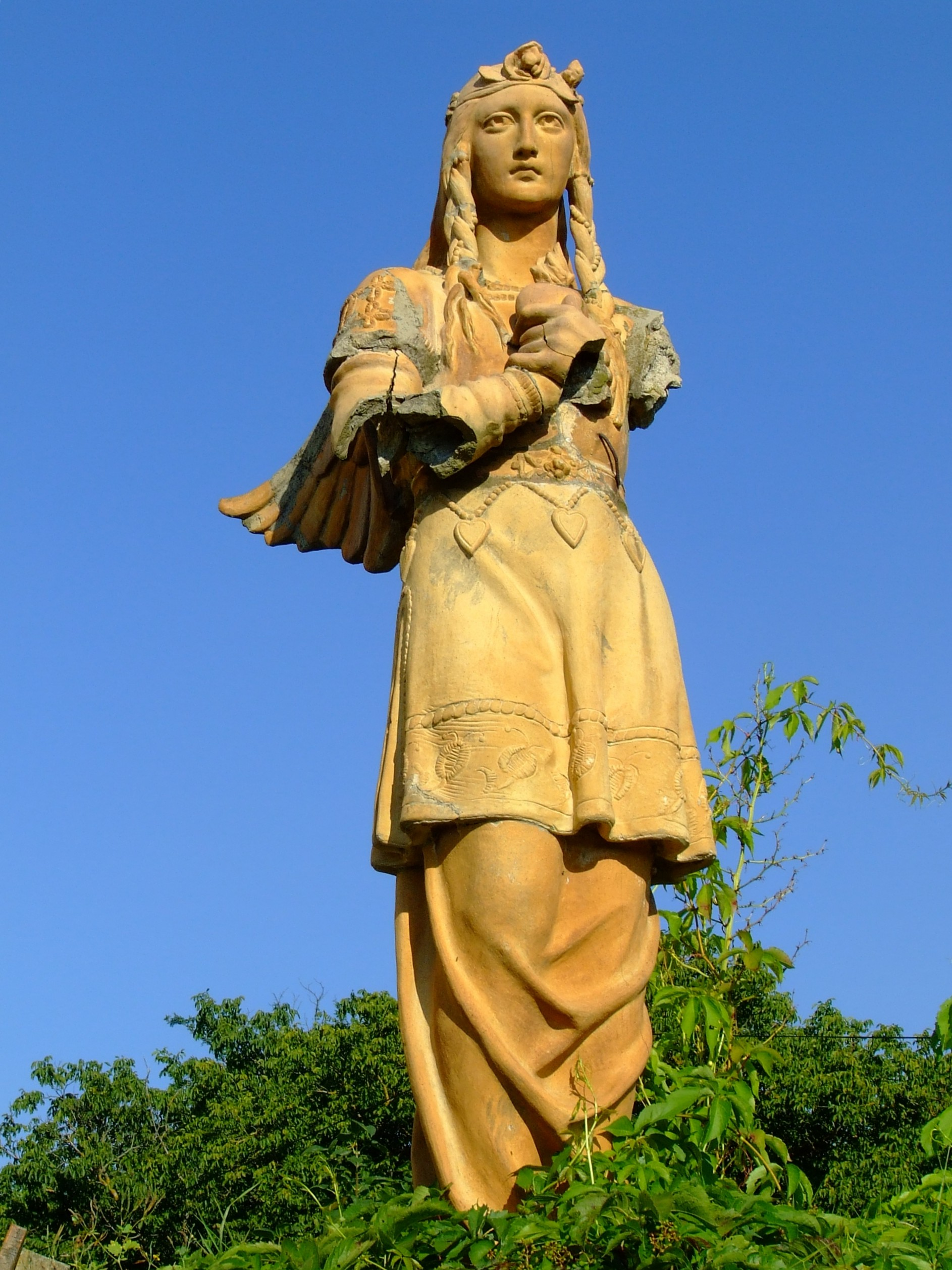
Romos állapotú régi szobor, jobbra
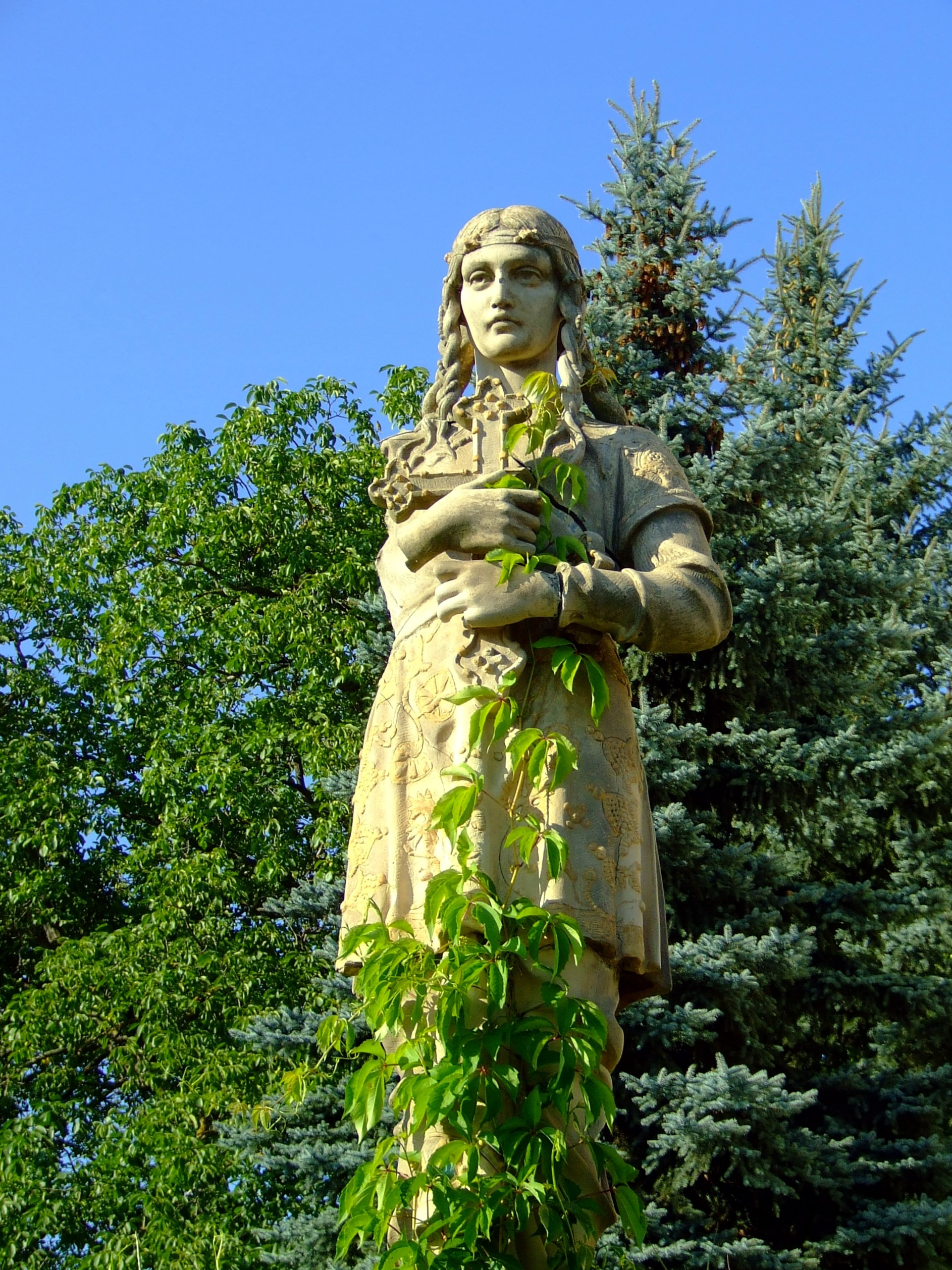
Romos állapotú régi szobor, balra